# Colnago-CSF Inox/2010
Deze pagina geeft een overzicht van de Colnago-CSF Inox-wielerploeg in 2010.

## Algemene gegevens
Sponsors: CSF Inox, Colnago
Algemeen manager: Roberto Reverberi
Ploegleider: Bruno Reverberi, Giuseppe Lanzoni
Fietsmerk: Colnago

## Renners
| Naam               | Geboortedatum | Nationaliteit | Ploeg 2009                                      |
| ------------------ | ------------- | ------------- | ----------------------------------------------- |
| Manuel Belletti    | 14-10-1985    | Italië        | Serramenti PVC Diquigiovanni-Androni Giocattoli |
| Alessandro Bisolti | 07-03-1985    | Italië        |                                                 |
| Gianluca Brambilla | 22-08-1987    | Italië        | Neo                                             |
| Federico Canuti    | 30-08-1985    | Italië        |                                                 |
| Sonny Colbrelli    | 17-05-1990    | Italië        | Stagiair                                        |
| Alberto Contoli    | 21-12-1987    | Italië        | Neo                                             |
| Matteo Fedi        | 11-11-1988    | Italië        | Stagiair                                        |
| Marco Frapporti    | 30-03-1985    | Italië        |                                                 |
| Michele Gaia       | 27-08-1985    | Italië        |                                                 |
| Mattia Gavazzi     | 14-06-1983    | Italië        | Serramenti PVC Diquigiovanni-Androni Giocattoli |
| Alan Marangoni     | 16-07-1984    | Italië        |                                                 |
| Sacha Modolo       | 19-06-1987    | Italië        | Neo                                             |
| Marcello Pavarin   | 22-10-1986    | Italië        |                                                 |
| Stefano Pirazzi    | 11-03-1987    | Italië        | Neo                                             |
| Domenico Pozzovivo | 30-11-1982    | Italië        |                                                 |
| Filippo Savini     | 02-05-1985    | Italië        |                                                 |
| Simone Stortoni    | 07-07-1985    | Italië        |                                                 |
| Enrico Zen         | 02-02-1986    | Italië        |                                                 |

## Belangrijke overwinningen
| Wielerweek van Lombardije 2e etappe: Mattia Gavazzi Ronde van Trentino 4e etappe: Domenico Pozzovivo Ronde van Italië 13e etappe: Manuel Belletti GP Nobili Rubinetterie Winnaar: Gianluca Brambilla Brixia Tour 2e etappe: Domenico Pozzovivo 4e etappe: Domenico Pozzovivo Eindklassement: Domenico Pozzovivo Coppa Bernocchi Winnaar: Manuel Belletti Ronde van Groot-Brittannië 5e etappe: Marco Frapporti |

2000 · 2001 · 2002 · 2003 · 2004 · 2005 · 2006 · 2007 · 2008 · 2009 · 2010 · 2011 · 2012 · 2013 · 2014 · 2015 · 2016 · 2017 · 2018 · 2019 · 2020 · 2021 · 2022 · 2023 · 2024 · 2025